# Паркер, Джорджи
Джорджи Паркер (англ. Georgie Parker, 26 апреля 1989, Берри, Австралия) — австралийская хоккеистка (хоккей на траве), нападающий. Серебряный призёр чемпионата мира 2014 года.

## Биография
Родилась 26 апреля 1989 года в австралийском городе Берри.
Окончила начальную школу в Берри, старшую школу Уайлдернесс в Аделаиде и университет Кёртин по специальности «пиар и журналистика».
Играла в хоккей на траве за «Аделаиду» и бельгийский «Антверпен». В дальнейшем играла за «Саутерн Санс» из Аделаиды, в составе которой в 2011 году выиграла чемпионат Австралии. 
В 2011 году дебютировала в сборной Австралии.
В 2013 году завоевала золотую медаль чемпионата Океании, в 2014 году — хоккейного турнира Игр Содружества в Глазго, в котором забила 7 мячей. В том же году выиграла серебряную медаль чемпионата мира в Гааге.
В 2016 году вошла в состав женской сборной Австралии по хоккею на траве на летних Олимпийских играх в Рио-де-Жанейро, поделившей 5-8-е места. Играла на позиции нападающего, провела 6 матчей, забила 1 мяч в ворота сборной Индии.
В 2017 году начала карьеру в австралийском футболе, заключив в мае контракт с «Коллингвудом». В 2018 году была включена в состав главной команды клуба. В апреле 2019 года покинула команду, проведя 3 матча.